# 462
| 462                |
| ------------------ |
| Dødsfald - Fødsler |
|                    |

| Gregoriansk kalender | 462 CDLXII              |
| Ab urbe condita      | 1215                    |
| Armensk kalender     | I/T                     |
| Kinesiske kalender   | 3158 – 3159 辛丑 – 壬寅 |
| Etiopisk kalender    | 454 – 455               |
| Jødisk kalender      | 4222 – 4223             |
| Hindukalendere       |                         |
| - Vikram Samvat      | 517 – 518               |
| - Shaka Samvat       | 384 – 385               |
| - Kali Yuga          | 3563 – 3564             |
| Iransk kalender      | 160 BP – 159 BP         |
| Islamisk kalender    | 165 BH – 164 BH         |

Se også 462 (tal)